# کاندته
کاندته (به لهستانی:  Kandyty) یک روستا در لهستان است که در گمینا گورووو ایواوتسکیه واقع شده‌است. کاندته  ۹۸۰ نفر جمعیت دارد.